# 徐旭生
徐旭生（1888年—1976年1月4日），名炳昶，字旭生，以字行，笔名虚生，河南唐河人，考古学家、历史学家。

## 生平
1906年，徐旭生赴京考入河南公立旅京豫学堂，不久進入京师译学馆學習法文。1911年，毕业后考取公费留学生，1913年前往法国留学，进入巴黎大学学习哲学。1919年，回国任教于开封第一师范学校、河南留学欧美预备学校。1921年，被聘为北京大学哲学系教授，讲授西洋哲学史。1926年，出任北京大学教务长。1927年，作为中瑞西北科学考察团团长，与瑞方团长斯文赫定率团前往中国西北地区进行考察。1929年，担任国立北平大学女子师范学院院长。1931年，改任国立北平师范大学校长。1932年，兼任北京史學研究所所長。1933年，他前往西安，组织成立陕西考古会，主持发掘了宝鸡斗鸡台。1937年，出任国立北平研究院史学研究所所长。1940年起任第二至四届国民参政会参政员。1947年，当选第一届国民大会代表。
中华人民共和国成立后，徐旭生任中国科学院考古研究所一级研究员。1954年，中国史学会公布第一届理事会名单，郭沫若担任主席，吴玉章、范文澜担任副主席，他担任常务理事。1957年，加入中国共产党。1964年，当选第三届全国人大代表。文化大革命期间受到迫害，1976年1月，逝世。

## 著作
徐旭生是中国著名的历史学家、考古学家。主要著作有《中国古史的传说时代》、《徐旭生西游日记》等。